# Duchowość Tau

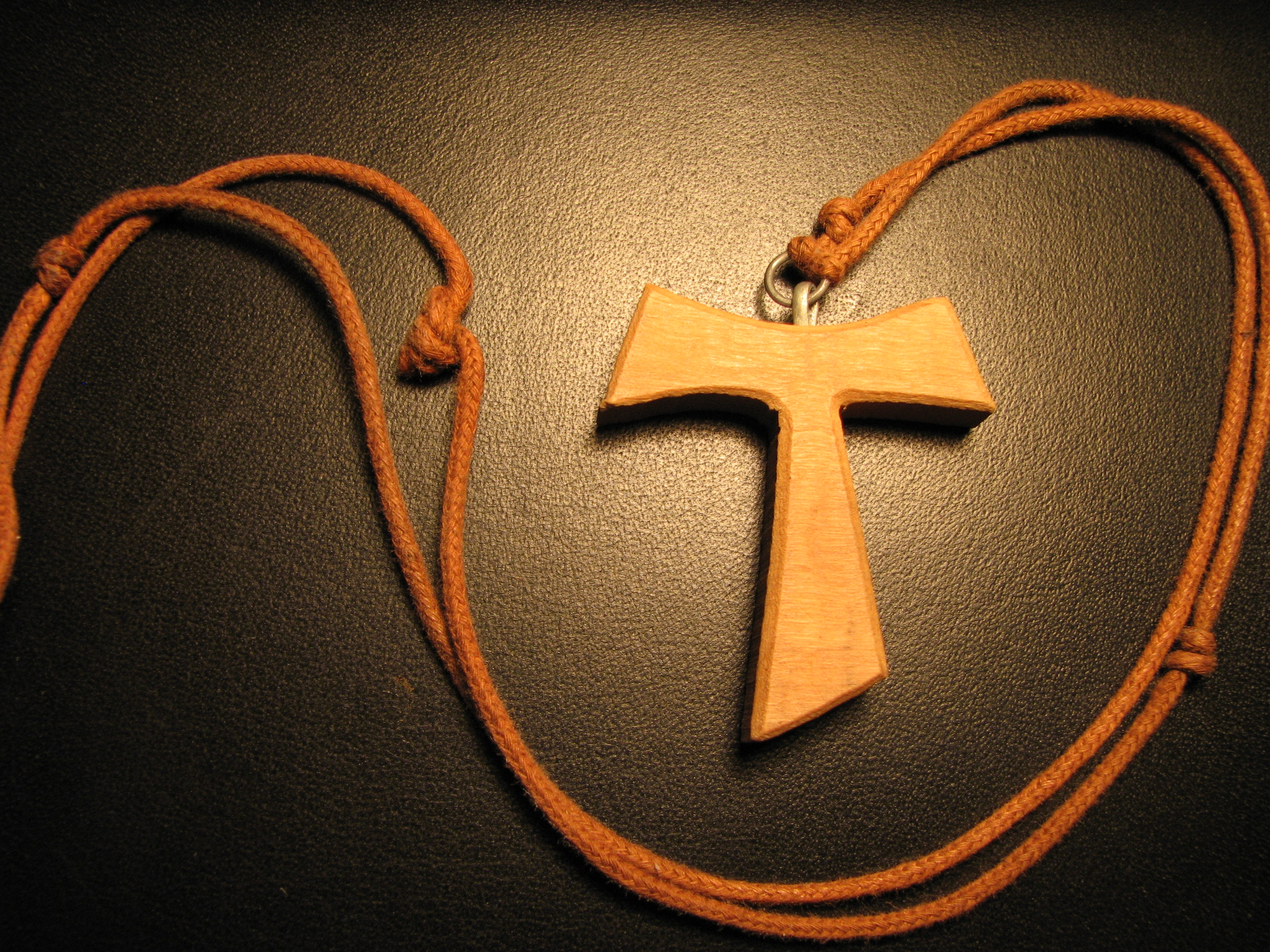
Franciszkańska tauka

Duchowość Tau − rodzaj jednej z katolickich duchowości ukształtowany w ramach ruchu franciszkańskiego związanego z Zakonem Braci mniejszych.
Poprzez odwołanie do biblijnej Księgi Ezechiela oraz źródeł franciszkańskich powstałych lub bazujących na biografiach św. Franciszka z Asyżu i św. Klary z Asyżu, osoby partycypujące w tym nurcie duchowości zabiegają o uświęcenie siebie i świata poprzez poszukiwanie właściwej z katolickiego punktu widzenia relacji z Bogiem i stworzeniem odkupionym w osobie Jezusa Chrystusa.